# Dosyteusz (Barila)

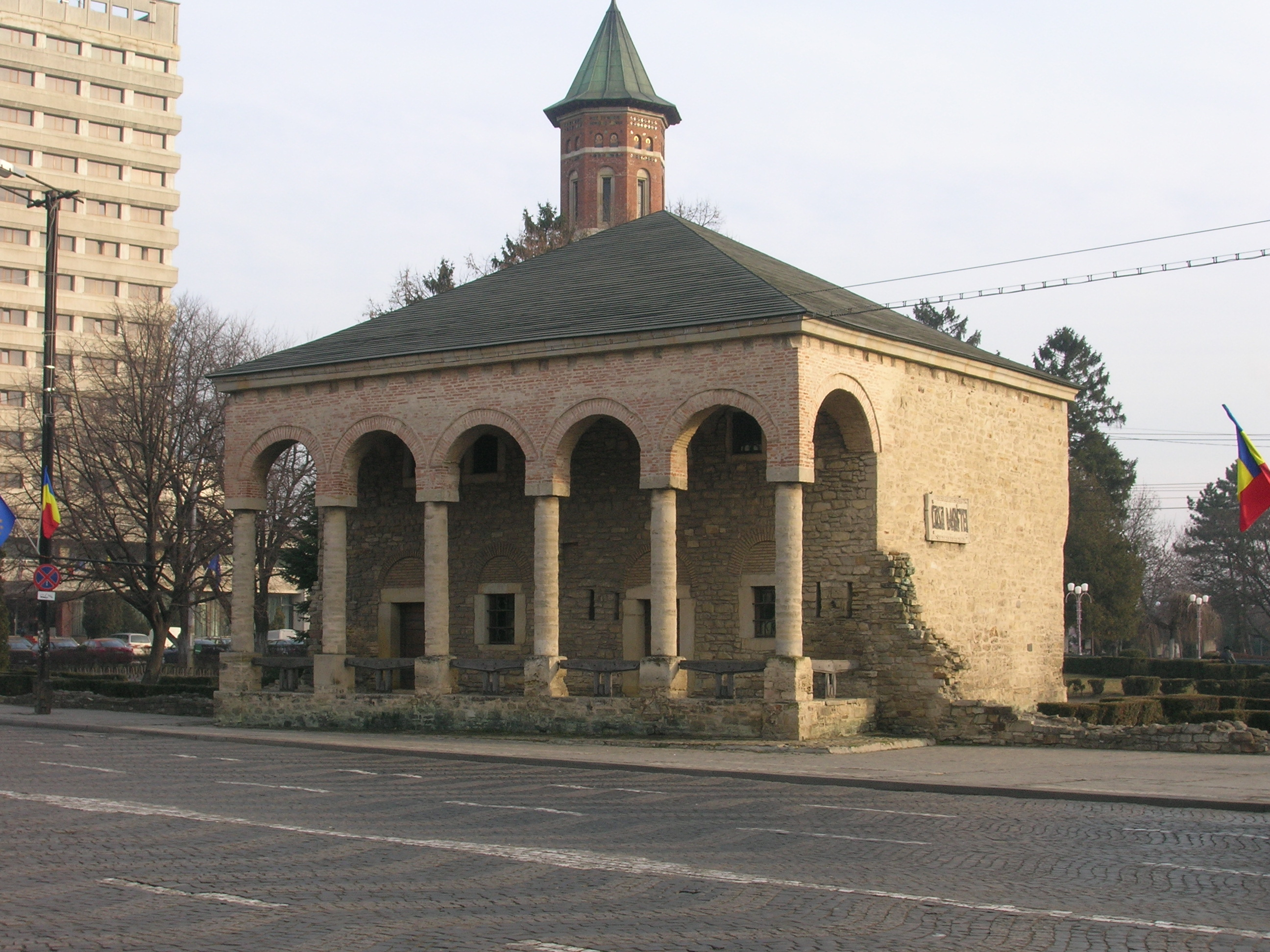
Dom Dosyteusza w Jassach

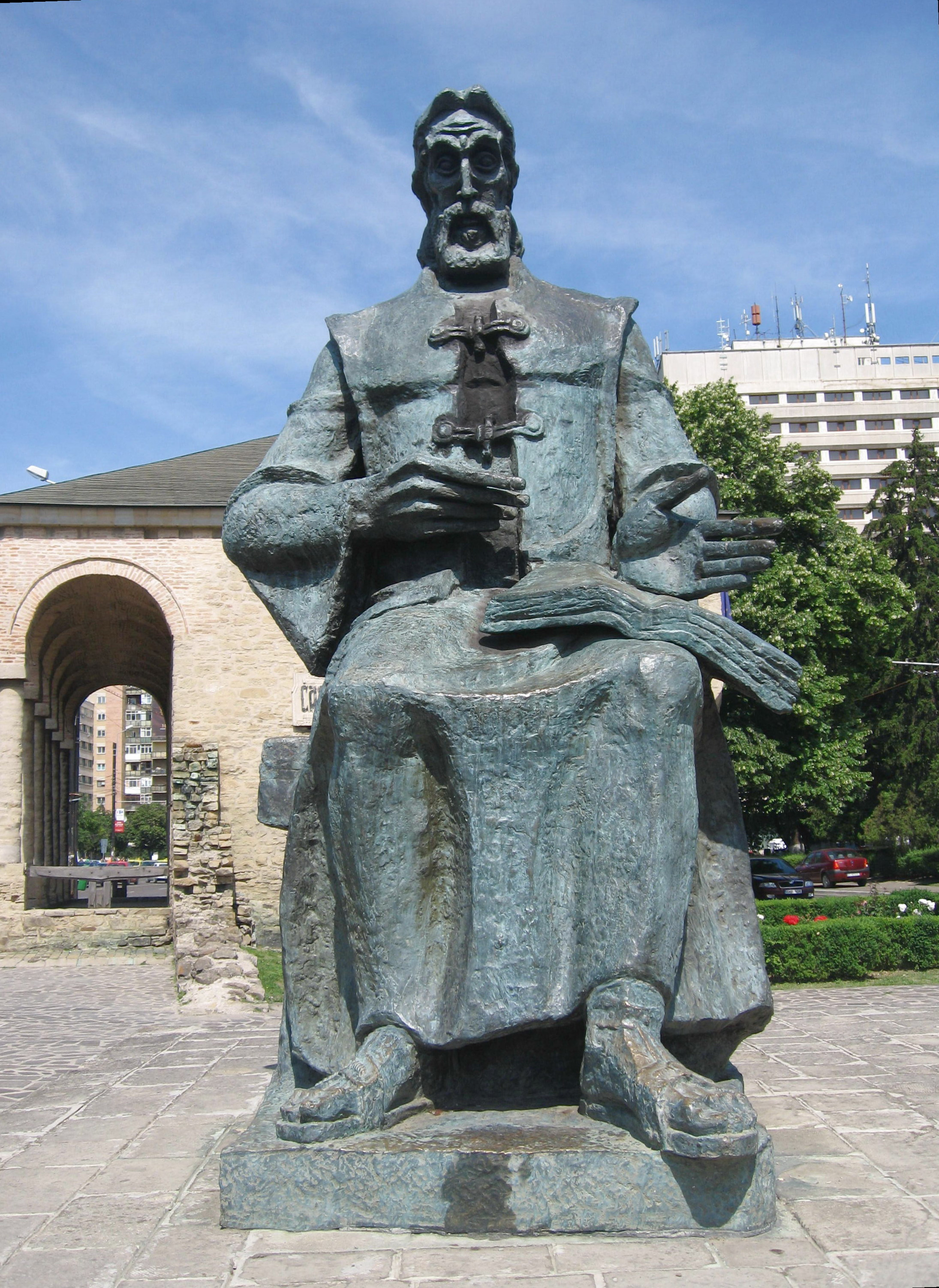
Pomnik metropolity w sąsiedztwie domu w Jassach

Dosyteusz, imię świeckie Dimitrie Barila, w brzmieniu spolszczonym Dymitr Baryła (ur. 26 października 1624 w Suczawie, zm. 13 grudnia 1693 w Żółkwi) – mołdawski duchowny prawosławny, metropolita Mołdawii w latach 1671–1686, humanista, poeta i tłumacz.

## Życiorys
Dymitr Baryła pochodził z macedowołoskiej rodziny drobnych bojarów. Studiował na uczelni książęcej w Jassach i prawdopodobnie także w szkole Bractwa Prawosławnego we Lwowie. W mołdawskim monasterze Probota został w 1649 postrzyżony na mnicha z imieniem zakonnym Dosyteusz. W 1658 został biskupem Huși, a o rok później biskupem Romanu. W latach 1671–1686 pełnił funkcję metropolity mołdawskiego. Mówił biegle po rumuńsku, staro-cerkiewno-słowiańsku, grecku, rusku i polsku. Z pomocą patriarchy moskiewskiego i całej Rusi Joachima oraz za zgodą cara przywiózł z Rosji do stolicy Mołdawii Jassów drukarnię, za pomocą której wydawał pierwsze drukowane w języku mołdawskim księgi (w większości były to jego własne tłumaczenia tekstów liturgicznych). Funkcjonowała ona przy cerkwi św. Mikołaja. W 1688 patriarcha Konstantynopola rzucił na niego klątwę, po czym Dosyteusz musiał emigrować do Polski.

## Twórczość
Metropolita Dosyteusz jest jednym z najwyraźniejszych przedstawicieli literatury mołdawskiej w XVII wieku. Przyczynił się do wprowadzenia języka mołdawskiego do liturgii i urzędów państwowych. Jako pisarz przełamał tradycyjny w jego czasach kanon literatury religijnej. Jego głównym dziełem jest Psałterz świętego proroka Dawida napisany wierszem (rum. Psâltirea Svîntului prooroc David pre versuri tocmită, 1673), nad którym pracował 10 lat. Jest to pierwsze, tak obszerne dzieło napisane po mołdawsku. Przy jego pisaniu Dosoftei inspirował się twórczością m.in. Jana Kochanowskiego i niektórymi utworami ruskich autorów.

## Dzieła
- Psaltirea în versuri (Uniev: 1673).
- Dumnezeiasca Liturghie (Jassy: 1679; wydanie II – Jassy: 1683).
- Psaltirea de-nțeles (Jassy: 1680) – dzieło dwujęzyczne, starosłowiańsko-rumuńskie.
- Molitălvnic de-nțeles (Jassy: 1683).
- Poem cronologic despre domnii Moldovei.
- Parimiile preste an (Jassy: 1683; wydanie było wznawiane).
- Poemul cronologic.
- Viața și petriaceria sfinților, 4 tomy (Jassy: 1682–1686).